# Aéroport de l'île Christmas
Pour l’article homonyme, voir Aéroport international Cassidy pour l'aéroport de l'Île Christmas des Kiribati.

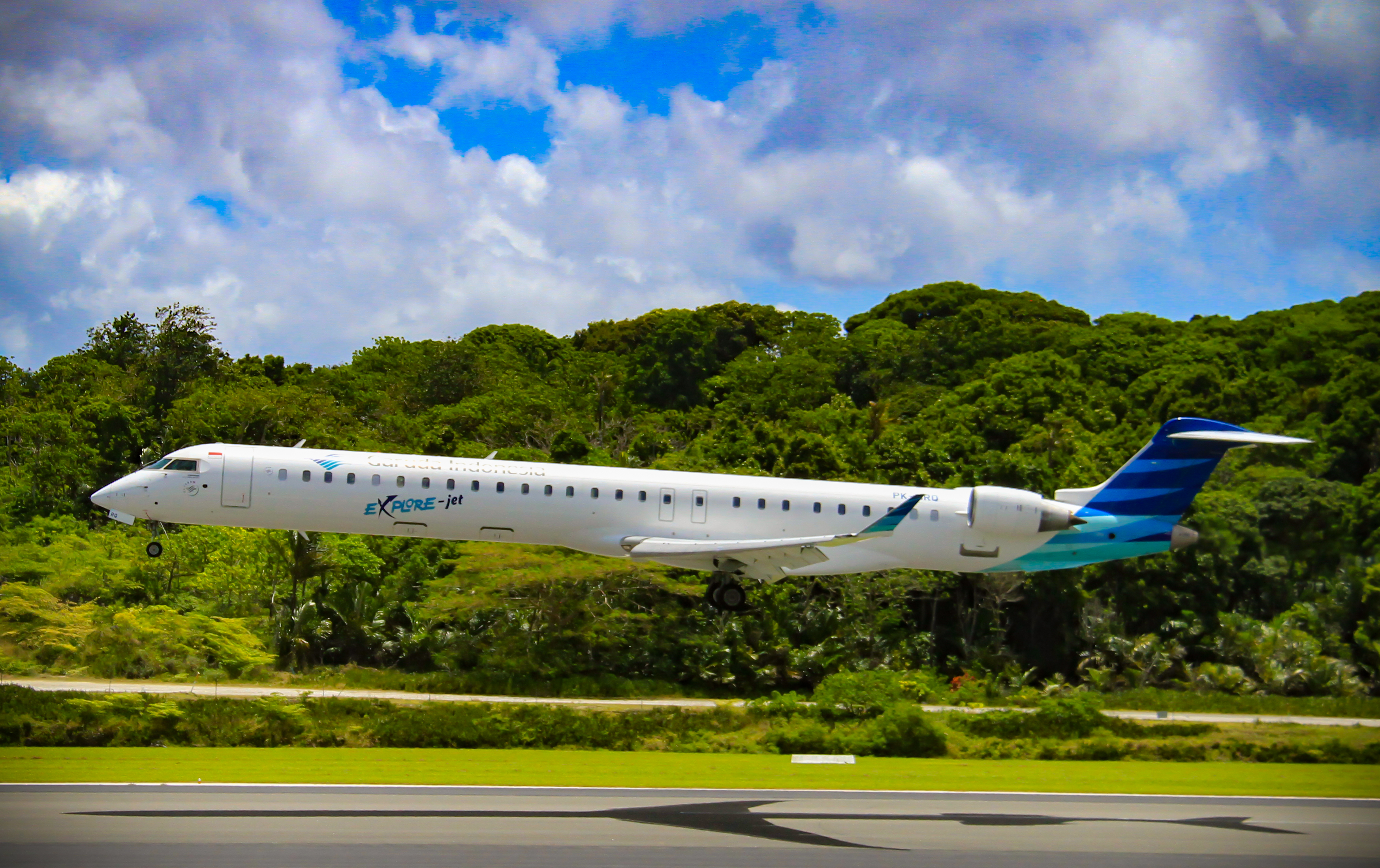
Bombardier CRJ1000 de Garuda Indonesia atterrissant sur l'aéroport de l'île Christmas

L'aéroport de l'île Christmas est l'aéroport qui dessert le territoire extérieur australien de l'île Christmas. L'aéroport a été construit dans les années 1940 lorsque l'île était administrée depuis Singapour par les Britanniques.
Il est desservi par la compagnie Virgin Blue avec des liaisons au départ de l'aéroport de Perth ou des Îles Cocos.
Une liaison hebdomadaire est également opérationnelle avec Kuala Lumpur.

## Compagnies et destinations
| Compagnies                         | Destinations               |
| ---------------------------------- | -------------------------- |
| Batik Air Malaysia                 | Charter: Kuala Lumpur      |
| Garuda Indonesia                   | Charter: Djakarta-S.-Hatta |
| Toll Global Express                | îles Cocos, Perth          |
| Virgin Australia Regional Airlines | îles Cocos, Perth          |

Édité le 11/10/2022

## Statistiques
Pour des raisons techniques, il est temporairement impossible d'afficher le graphique qui aurait dû être présenté ici.

Voir la requête brute et les sources sur Wikidata.